# Театр имени Андрея Миронова
Санкт-Петербу́ргский теа́тр «Ру́сская антрепри́за» и́мени Андре́я Миро́нова — основан в Ленинграде 1 ноября 1988 года актёром, антрепренёром Рудольфом Фурмановым, бывшим его художественным руководителем более 32 лет вплоть до смерти 9 апреля 2021 года.
Первый российский негосударственный театр, основанный в конце 80-х годов XX века, который соединил в своей организационной модели регламент контрактной системы в трудовых отношениях с артистами, подвижный принцип антрепризы и достоинства русского регулярного репертуарного театра.

## Основание театра
Санкт-Петербургский театр «Русская антреприза» имени Андрея Миронова был основан 1 ноября 1988 года Народным артистом России Рудольфом Фурмановым.
За пятьдесят лет служения сцене Рудольфу Фурманову, первому из российских театральных деятелей, удалось воссоздать в русском послереволюционном театре (после издания декрета о национализации театров в 1919 году) подвижный принцип театральной антрепризы, в разное время собиравшей в спектакли и концертные программы лучших артистов страны.
Николай Симонов, Аркадий Райкин, Андрей Миронов, Сергей Филиппов, Владислав Стржельчик, Алиса Фрейндлих, Анатолий Папанов, Евгений Леонов, Иннокентий Смоктуновский, Юрий Яковлев, Евгений Лебедев, Вадим Медведев, Валентина Ковель, Олег Басилашвили, Валерий Золотухин, Василий Лановой, Элина Быстрицкая, Николай Караченцов, Константин Райкин, Юрий Никулин, Георгий Товстоногов, Марк Захаров — на протяжении трёх десятилетий, благодаря Фурманову, регулярно гастролировали по стране с оригинальными концертными программами. Именно они и составляли его первую неофициальную и неформальную антрепризную труппу.
1 ноября 1988 года слово «антреприза» (фр. entreprise), означающая театральное предприятие, созданное и возглавляемое частным предпринимателем — антрепренёром, стало именем собственным.

## Система и модель театра
Создатель театра «Русская антреприза» имени Андрея Миронова Р. Д. Фурманов избрал не западную модель антрепризы, в течение нескольких лет осуществляющую и эксплуатирующую одну-две постановки, а соединил достоинства европейского принципа негосударственного самофинансируемого театра с особенностями дореволюционной антрепризной контрактной труппы в России и широкими художественными возможностями русского регулярного репертуарного театра.
Сегодня модель театра имени Андрея Миронова, практический положительный опыт самофинасирования некоммерческого репертуарного театра с огромным классическим репертуаром, оказывается необходим театральной реформе в России.

## Открытие стационарной сцены
3 апреля 1995 года по распоряжению правительства Санкт-Петербурга театру было предоставлено помещение в Доме с башнями № 75/35 по Большому проспекту Петроградской стороны. Символично, что купчую на часть дома незадолго до революции приобрёл дед Андрея Миронова — Семён Менакер.
17 октября 1996 года состоялось торжественное открытие театра.
Вот как описывала открытие первого российского театра, носящего имя современного артиста, актриса и драматург Татьяна Егорова, ещё не ставшая автором нашумевшей книги «Андрей Миронов и я»:

«Плакали все. По Андрюше, по Андрею Миронову, по тому, „что не может быть, что его нет“. В зале присутствовали два мэра города — А. Собчак, предыдущий и В. Яковлев, настоящий, — которые с благородным рвением помогали осуществлению этого события. На сцене блистательно выступали М. Миронова, Э. Быстрицкая, М. Ульянов, В. Золотухин, Ю. Яковлев, Е. Лебедев, М. Казаков, В. Лановой, Л. Чурсина и многие другие известие артисты. Мария Владимировна Миронова, прекрасная 85-летняя дама с царственной осанкой, днём присутствовала при освещении театра отцом Вадимом, а вечером под звонкие хлопки присутствующих разрезала голубую ленточку перед входящим в историю театром имени её сына.
И, наконец, Рудольф Фурманов — главный двигатель состоявшегося 17 октября события. По темпераменту он — холерик (даже слишком холерик), амплуа — антрепренёр, гениальный организатор, друг (он проработал с Андреем двадцать лет). Что бы мы делали без таких, как он? Как сказала Мария Владимировна Миронова: „Смотрели бы шалаш в Разливе“.
Через год после внезапной смерти Андрея, в октябре 1988 года, Р. Фурманов создал труппу с названием Театр „Русская антреприза“ им. Андрея Миронова. Но… не было даже помещения, ведь на культуру в российском бюджете отпущено 0,03 %, и театры, библиотеки и другие очаги культуры закрываются, находятся в состоянии „мерзости запустения“».

## Принцип хозяйствования
Принцип хозяйствования основан на самофинансировании с разовыми субсидиями от государства, в том числе Комитета по культуре Администрации Санкт-Петербурга по статье «поддержка негосударственных театров» и спонсорской помощью. Так, например, в организации полномасштабных гастролей театра в феврале 2011 года в Москве, помощь в безвозмездном проезде артистов труппы из Петербурга в Москву и обратно оказали «Российские железные дороги». Периодически разовую финансовую и спонсорскую помощь театру оказывают компании «Каравай» и «Балтика».

## Логотип театра
Логотип театра, с вписанным в название игральным кубиком, из ребра которого капает капелька крови, придумал и исполнил для театра художник и артист, муж и партнёр Алисы Фрейндлих по спектаклям в Ленинградском театре имени Ленсовета в конце 1980-х годов («Варшавская мелодия», «Дульсинения Тобосская», «Нечаянный свидетель») Юрий Анисимович Соловей, живущий ныне в Германии. Эта «художественная реплика-ответ» Ю. А. Соловья на строки Александра Блока в стихотворении «Балаганчик»:

Вот открыт балаганчик

Для весёлых и славных детей,

Смотрят девочка и мальчик

На дам, королей и чертей.

И звучит эта адская музыка,

Завывает унылый смычок.

Страшный чёрт ухватил карапузика,

И стекает клюквенный сок.
— Александр Блок
Художник подчеркнул в логотипе театра подлинность творческих, человеческих и актёрских затрат, переживаний на сцене, которые должны отличать его спектакли.

## Труппа театра

### Контрактный принцип актёрской труппы
С 1988 года по настоящее время в контрактную труппу театра входили артисты Москвы и Петербурга, многие из которых с 2000 по 2012 гг. сыграли на сцене театра имени Андрея Миронова свои лучшие роли, недоступные им в собственных стационарных театрах, где они находились в штате. Так актёр театра имени Ленсовета, народный артист России В. М. Матвеев не выходил на сцену своего театра в новых ролях несколько лет подряд, сыграл на сцене театра А.Миронова за четыре года пять ролей мирового классического репертуара, в том числе Кузовкина в «Нахлебнике», Хрюкова в «Шутниках», Боровцева в «Пучине», Парамона Корзухина в «Рыцаре Серафимы» («Беге») и Второго мужика в «Плодах просвещения» Л.Толстого). Такая же благодатная судьба оказалась у артиста Евгения Баранова, долгое время игравшего роли ограниченного комедийного амплуа на сценах Театра комедии и театра им. Ленсовета. Начиная с 2003 года Евгений Баранов сыграл на сцене театра им. А.Миронова более 10 ролей, в том числе Кисельникова в «Пучине», Жиля в «Малых супружеских преступлениях», Наума Федотыча Лотохина в «Красавце-мужчине», Дядюшки в «Грабеже», Паши в «Гупёшке», выступил режиссёром-постановщиком четырёх спектаклей театра.
На сцене «Русской антрепризы» имени Андрея Миронова родились и получили бережное развитие драматические таланты молодых артистов К.Каталымовой, С.Дьячкова, Н.Поповой, Д.Исаева, Н.Парашкиной, М.Мокшиной, В.Щипицына, Я.Воронцова. Эти избранные примеры показывают широкие возможности контрактной труппы в стационарном репертуарном театре, опровергая мнение (высказанное в частности, режиссёром Г. Н. Яновской на телевизионном «круглом столе» ТВ «Центр» — обсуждении театральных проблем в 2011 г.) о том, что в контрактном театре не растится, а только используется талант артиста, выращенный в репертуарном театре-доме. Принцип контрактной труппы позволяет театру постоянно обновляться, в назначении на роль исходя только из художественных принципов, не скованных ограничениями штатного расписания и застоя штатной труппы, с определённым набором амплуа. Подтверждая, что артистический талант способен к поступательному развитию и движению только ежесезонно получая новые роли в мировом классическом репертуаре, спектаклях-экспериментах, встречаясь на подмостках с новыми партнёрами и в то же время сохраняя уважение и творческую самостоятельность в выборе предложения роли.
«Что нужно для того, чтобы контрактная система в театре реально заработала? Во-первых, должна быть социальная и материальная защищённость каждого театрального артиста. Потому что артист — это особый организм, его рабочий инструмент — это он сам. Он пропускает роль через сердце, подрывает здоровье. И то, что сегодня в государственных театрах артисты получают так называемые денежные средства — зарплату бюджетников, — это унизительно и для человека, и для государства. Зарплату должен платить сам театр из своей выручки, без всяких разрядов. По таланту и занятости. При сохранении государственных субсидий на содержание театра и выпуск спектаклей» (Р. Д. Фурманов).
.

### Артисты театра прошлых лет
С 1988 года в разные сезоны в контрактную актёрскую труппы театра Р. Д. Фурманова входили: н.а. СССР А. Б. Фрейндлих и В. И. Стржельчик, н.а. России Н. П. Караченцов, В. А. Дегтярь, В. А. Кухарешин, В. С. Золотухин, А. М. Вартанян, И. А. Волгина, А. Л. Баргман, А. М. Строев, И. Б. Дмитриев, М. О. Игнатова, А. Ю. Толубеев, А. Ф. Пустохин, В. М. Татосов, Л. В. Неведомский, О. С. Антонова, И. Л. Соколова, С. Н. Ландграф, С. И. Паршин, з.а. России И. А. Слободская, Т. М. Абросимова, В. В. Панина, Н. В. Панина, Ю. Н. Мироненко, О. Б. Самошина, Т. Б. Кузнецова, А. Г. Худолеев, М. В. Разумовский, И. И. Конопацкая, артисты Дмитрий Исаев, Алексей Федотов, Алексей Федькин, Ярослав Иванов, артист и композитор Алексей Заливалов.

### Современная контрактная актёрская труппа театра
Контрактная труппа театра им. А. Миронова в настоящее время объединяет 90 ведущих артистов Петербурга, среди которых:
Народные артисты России
- Ткач, Татьяна Дмитриевна (с 2005)
- Мазуркевич, Ирина Степановна (с 2011)
- Матвеев, Владимир Михайлович (1994, и с 2005)
- Романов, Эрнст Иванович (с 2000)

Заслуженные артисты России
- Баранов, Евгений Павлович (с 2003)
- Барковский, Сергей Дмитриевич (с 2003)
- Бызгу, Сергей Дмитриевич (2000—2006, и с 2011)
- Воробьёв, Дмитрий Владимирович (2001—2003, и с 2011)
- Горин, Анатолий Александрович (с 1996)
- Дик (Никитин), Николай Евгеньевич (с 1993)
- Коваль, Аркадий Константинович (с 2005)
- Куликович, Олег Борисович (с 2007)
- Лаврова, Мария Кирилловна (с 2002)
- Мальцева, Надежда Геннадьевна (с 2005)
- Петров, Анатолий Владимирович (с 2011)
- Попова, Нелли (Неля) Анатольевна (с 1996)
- Русскин, Сергей Викторович (с 1993)
- Субботина, Галина Николаевна (с 1999)

Актрисы
- Каталымова, Ксения Владимировна (с 2006)
- Кузьмина, Кристина Алексеевна (с 2011)
- Мартыненко, Елена Михайловна (с 2008)
- Мокшина, Марианна Владимировна (с 2004)
- Рубина, Мария Олеговна (с 2005)
- Семёнова, Марианна Алексеевна (с 2012)
- Семёнова, Ольга Владимировна (с 2011), внучка К. Ю. Лаврова
- Толстун, Полина Николаевна (с 2009)
- Феофанова, Ольга Алексеевна (с 2011)

Актёры
- Воронцов, Ярослав Владимирович (с 2000)
- Данилов, Николай Гаврилович (с 2012)
- Дежонов (Анисимов), Андрей (с 2005)
- Драгунов, Михаил Леонидович (с 2012)
- Иванкович, Арсений Валерианович (с 2012)
- Коптев, Анатолий Львович (с 1999)
- Крылов, Владимир Владимирович (с 2006)
- Мозговой, Илья Александрович (с 2001)
- Николаев, Сергей Эдуардович (с 2005)
- Николаенко, Александр Петрович (с 2009)
- Орёл, Ростислав Владимирович (с 2011)
- Родимов, Андрей Сергеевич (с 2009)
- Ушаков, Роман Михайлович (с 2009)
- Феляуэр, Владимир Гариевич(с 2010)
- Франчук, Вадим Эдуардович (с 2005)
- Щипицын, Василий Геннадьевич (с 2005)
- Ярема, Елена Яковлевна (с 2001)

Выпускники актёрского курса Р. Д. Фурманова (2012, БИИЯМС):
- Александра Денисова (с 2011)
- Юлия Тарасенко (с 2009)
- Константин Красиков (с 2011)

Из 120 актёров — 30 артистов контрактной труппы работают в театре имени Андрея Миронова более 20 лет.

## Спектакли театра
За время существования на собственной сцене театр «Русская антреприза» имени Андрея Миронова поставил более 60 новых спектаклей, отличающихся не только жанровым разнообразием, но и оригинальностью режиссёрских трактовок, собрал лучшие актёрские силы Петербурга в контрактную труппу.
В репертуаре театра образцы русской и зарубежной классики, произведения Чехова, Салтыкова-Щедрина, Гоголя, Тургенева, Островского, Льва Толстого, Лескова, Леонида Андреева, Михаила Булгакова, Гюго, Шоу, Моэма, Шмитта. Первым из петербургских театров театр имени Миронова поставил драматургию Василия Сигарева.

### Спектакли театра прошлых лет
- 1. «Что тебе подарить?..». Спектакль Николая Караченцова. Премьера состоялась 1 ноября 1988 года
- 2. А.Арбузов «Старомодная комедия». Спектакль-концерт в 2-х действиях, 9 картинах

по одноимённой пьесе Алексея Арбузова. Постановка — Людмила Шувалова. Премьера состоялась 16 января 1992 года
- 3. «Откровения Иннокентия Смоктуновского». Постановка — Рудольф Фурманов. Премьера состоялась 30 мая 1993 года.

В спектакле были заняты: н.а. СССР Иннокентий Смоктуновский, з.а. России Валентина Панина, артисты: Наталья Панина, Александр Баргман, н.а. России Рудольф Фурманов
- 4. «Любовные письма». Спектакль-дуэт по пьесе А.-Р.Герни. Постановка — Людмила Шувалова. Премьера состоялась 18 декабря 1993 года
- 5. «Труп из Гудзона». Комедия-детектив в 2-х актах Кирилла Ласкари. Постановка, хореография, музыкальное оформление — Засл.деятель искусств Кирилл Ласкари. Премьера состоялась 9 марта 1994 года на сцене ДК им. М.Горького
- 6. «Сцены из супружеской жизни» по мотивам одноимённого киносценария Ингмара Бергмана. Постановка — Влад Фурман. Премьера состоялась 16 мая 1995 года. Спектакль прошёл 106 раз, в последний раз сыгран 8 апреля 1999 года.
- 7. «Скандал в „Пассаже“. Комедия в 2-х действиях по мотивам сатирических произведений Ф. М. Достоевского. Постановка — Влад Фурман. Премьера состоялась 13 февраля 1996 года
- 8. „Секонд Хэнд“. Совместная постановка театра и „Комик-Треста“ В. и Н.Фиссон. Премьера состоялась 10 января 1997 года
- 9. „KREUZERS СОНАТА“ по мотивам одноимённой повести Льва Толстого и произведению Л.-В.Бетховена. Сценическая редакция и постановка — Влад Фурман. Премьера состоялась 26 марта 1997 года.
- 10. „Джон Джей Пленти и Кузнечик Дэн“. Премьера состоялась 20 апреля 1997 года.
- 11. „Комедианты“. Авторский спектакль Антона Духовского. Премьера состоялась 26 апреля 1997 года
- 12. „Страсти по Вертинскому“. Театральная фантазия на песни А. Вертинского в 2-х действиях. Постановка — Рудольф Фурманов. Премьера состоялась 17 июня 1997 года
- 13. „Чудаки“. Сцены из дачной жизни в двух действиях Алексея Пешкова (Максима Горького). Сценическая редакция и постановка — Петр Шерешевский. Премьера состоялась 1 августа 1997 года
- 14. „Балаган во фраке и без фрака“. Спектакль-фантазия. Сценическая редакция и постановка — Рудольфа Фурманова и Александра Хочинского. Премьера состоялась 27 декабря 1997 года
- 15. „Портрет Дориана Грея“. Сценическая редакция Влада Фурмана по мотивам одноимённого романа Оскара Уайльда. Постановка — Влад Фурман. Премьера состоялась 13 марта 1998 года
- 16. „Любимый месяц август“. Драма в 2-х действиях Тимофея Хмелёва. Постановка — Андрей Красавин. Премьера состоялась 9 мая 1998 года
- 17. „Ах, эти бедные мужчины!“ („Музыкантская комедия“). Музыкантская комедия Алексея Заливалова в 2-х частях с Прологом и Эпилогом по мотивам старинных русских водевилей „Бедный Федя“ и „Бабочки“. Постановка — Влад Фурман. Музыкальная режиссура и постановка эксцентрики — Алексей Заливалов. Премьера состоялась 9 июля 1998 года
- 18. „Из жизни сумасшедшего антрепренёра“. Спектакль-фарс по мотивам театрального романа Р. Д. Фурманова. Постановочная группа — Александр Товстоногов, Валерий Дегтярь, Ефим Каменецкий, Влад Фурман. Премьера состоялась 22 октября 1998 года
- 19. „Сирена и Виктория“. Экстравагантная комедия Александра Галина в романтическом антураже в 2-х действиях. Сценическая редакция, сценография и постановка — Виктор Крамер. Премьера состоялась 13 февраля 1999 года
- 20. „Обломов“. „Сказание“ в 3-х действиях по одноимённому роману И. А. Гончарова. Постановка — Влад Фурман. Премьера состоялась 10 июня 1999 года
- 21. „Наследник Лаптев“. Трагифарс Александра Хмелика в 2-х действиях. Постановка — Владимир Каминский. Премьера состоялась 20 декабря 1999 года.
- 22. „Безумный день, или Непровинциальный бенефис“ (К 80-летию со дня рождения н.а. СССР Николая Николаевича Трофимова. Спектакль фарс в 2-х частях. Идея, постановка и сценическое оформление — Рудольф Фурманов. Премьера состоялась 22 января 2000 года
- 23. „Дорога в рай“ („Сорок первый“). Первая редакция спектакля „Сорок первый“ Влада Фурмана по рассказу Б.Лавренева. Романтическая клоунада по мотивам рассказа Бориса Лавренёва „Сорок первый“. Сценическая редакция, постановка и сценическое оформление — Влад Фурман. Премьера состоялась 1 апреля 2000 года
- 24. „Фантазии Фарятьева“ (Спектакль посвящён памяти Андрея Александровича Миронова) Трагикомедия Аллы Соколовой в 2-х частях. Сценическая редакция и постановка — Лауреат премии „Онежская маска“ Юрий Цуркану. Премьера состоялась 4 июля 2000 года
- 25. „Запретный плод“ (По мотивам пьесы П.Клоделя „Полуденный раздел“). Режиссёр — Ирина Долинина. Премьера состоялась в 2001 г.
- 26. „О, шут мой, я схожу с ума!“ (Спектакль посвящён памяти Андрея Александровича Миронова). Полуфантастическая лирическая притча в 2-х актах. Идея — Рудольф Фурманов. Режиссёр — Валерий Дегтярь. Премьера состоялась 28 февраля 2001 года
- 27. „Отверженные“. Романтическая драма по одноимённому роману В.Гюго в 2-х частях. Постановка — Влад Фурман. Премьера состоялась 5 ноября 2001 года
- 28. „Колдун“. Классический английский детектив по одноимённому роману Э.Уоллеса. Постановка — Валерий Гришко. Премьера состоялась 6 декабря 2002 года
- 29. „Входит свободный человек“. Комедия Т.Стоппарда в 2-х действиях. Постановка — Георгий Товстоногов-младший. Премьера состоялась 24 апреля 2003 года
- 30. „Сенная лихорадка“. Комедия Н.Коуарда в 3-х действиях. Перевод с английского — Дины Додиной. Постановка — Наталья Колотова. Премьера состоялась 1 мая 2004 года
- 31. „Сны в летнюю ночь“ („Эльфа-матима!“). Комедия Л.Ворона и И.Ворон в 2-х действиях. Постановка — Евгений Баранов. Премьера состоялась 20 марта 2007 года

### Текущий репертуар
- 1. Н. Гоголь „Мёртвые души“. Премьера состоялась 3 сентября 1993 года
- 2. А. Чехов „Чайка“ Премьера состоялась 12 июня 2000 года
- 3. Р. Фурманов „Ах, какая это была удивительная игра!“ Премьера состоялась 17 июля 2001 года
- 4. Дж. Б. Шоу (George Bernard Shaw) „Как он лгал её мужу“ Премьера состоялась 27 июня 2002 года
- 5. В. Сигарев „Гупёшка“. Премьера состоялась 7 июля 2003 года
- 6. А. Чехов „Счастливчик“ Премьера состоялась 14 февраля 2004 года
- 7. Э.-Э. Шмитт (Éric-Emmanuel Schmitt) „Малые супружеские преступления“ Премьера состоялась 5 ноября 2004 года
- 8. М. Салтыков-Щедрин „Господа Г…“ Премьера состоялась 4 февраля 2005 года
- 9. И. Тургенев „Нахлебник“ Премьера состоялась 24 декабря 2005 года
- 10. А. Н. Островский „Шутники“. Постановка Юрия Цуркану. Премьера состоялась 4 марта 2006 года
- 11. Л.Панич, Ю. Панич „Сыч и кошечка“ Премьера состоялась 20 мая 2006 года
- 12. А. Островский „Пучина“. Постановка Юрия Цуркану. Премьера состоялась 14 октября 2006 года
- 13. С.Моэм (William Somerset Maugham) „Красотка и семья“ Премьера состоялась 3 марта 2007 года
- 14. В. Сигарев „Детектор лжи“. Премьера состоялась 16 ноября 2007 года
- 15. М. Булгаков »«Рыцарь Серафимы» («Бег») (Восемь снов). Постановка Юрия Цуркану. Премьера состоялась 6 апреля 2008 года
- 16. Н. Лесков «Грабёж». Премьера состоялась 14 февраля 2009 года
- 17. Л. Толстой «Исхитрилась, или Плоды просвещения». Постановка Юрия Цуркану. Премьера состоялась 18 апреля 2009 года
- 18. «Импровизации Валентина Гафта». Премьера состоялась 21 ноября 2009 года
- 19. Л. Андреев «Дни нашей жизни». Постановка Юрия Цуркану. Премьера состоялась 30 декабря 2009 года
- 20. Альдо де Бенедетти (Aldo De Benedetti) «Паола и львы» («Сублимация любви»). Премьера состоялась 17 апреля 2010 год
- 21. Марсель Эме (Marcel Aymé) «Третья голова». Премьера состоялась 27 ноября 2010 года
- 22. А. Н. Островский «Красавец-мужчина». Постановка Юрия Цуркану. Премьера состоялась 29 октября 2011 года
- 23. А. П. Чехов. «Палата № 6». Постановка — Влад Фурман. Премьера состоялась 24 декабря 2011 года
- 24. А. П. Чехов. «Вишнёвый сад». Постановка Юрия Цуркану. Премьера состоялась 26 мая 2012 года
- 25. Е. Л. Шварц. «Голый король». Постановка Юрия Цуркану. Премьера состоялась 22 декабря 2012 года
- 26. Г. Флобер. «Мадам Бовари». Постановка Андрия Жолдака. Премьера состоялась 25 декабря 2013 года
- 27. В. В. Сигарев. «Алексей Каренин». Постановка Юрия Цуркану. Премьера состоялась 24 мая 2014 года
- 28. Т. Уильямс. «Трамвай „Желание“». Постановка — Влад Фурман. Премьера состоялась 23 ноября 2014 года
- 29. Н. Коляда. «Баба Шанель». Постановка Юрия Цуркану. Премьера состоялась 27 декабря 2014 года
- 30. И. А. Гончаров. «Страсти по Александру» («Обыкновенная история»). Премьера состоялась 13 июня 2015 года

## Режиссёры
- Андрій Жолдак
- Константин Богомолов
- Валерий Гришко
- Виктор Крамер
- Вадим Милков-Товстоногов
- Александр (Сандро) Товстоногов
- Георгий (Егор) Товстоногов-младший
- Вадим Фиссон
- Влад Фурман
- Рудольф Фурманов
- Юрий Цуркану
- Пётр Шерешевский
- Антон Яковлев

## Художники-постановщики
- Тита Димова
- Елена Дмитракова
- Михаил Бархин
- Эмиль Капелюш
- Олег Молчанов
- Николай Слободяник
- Иван Совлачков
- Владимир Фирер

## Композиторы
- Владимир Бычковский
- Сергей Верховцев
- Максим Карпец
- Артур Мкртчян
- Михаил Мокиенко
- Сергей Патраманский
- Игорь Рогалёв

## Балетмейстеры
- Сергей Грицай
- Гали Абайдулов
- Анастасия Квитко

## Признание и награды
- 1998 Высшая театральная премия Санкт-Петербурга «Золотой софит» (Номинации «Лучшая женская роль» — Лауреат Татьяна Кузнецова (Елена, «Чудаки» М.Горького)[6]
- 2000 Высшая театральная премия Санкт-Петербурга «Золотой софит» (Номинации «Лучшая работа режиссёра на малой сцене» (Влад Фурман)[7], «Лучшая женская роль» — Наталья Панина (Марютка)[8] — «Сорок первый» Б.Лавренева; «Лучшая мужская роль» — Л. В. Неведомский (Захар, «Обломов» И.Гончарова)[9]
- 2002 Премия Николая Симонова (Лауреат н.а. России Л. В. Неведомский за исполнение роли Жана Вальжана в спектакле «Отверженные»)
- 2003 Высшая театральная премия Санкт-Петербурга «Золотой софит» (Номинация «Лучший драматический спектакль» — «Гупёшка» В.Сигарева)[10]
- 2004 Высшая театральная премия Санкт-Петербурга «Золотой софит» (Номинация «Лучшая женская роль» — Ольга Антонова (Джудит Блисс, «Сенная лихорадка» Н.Коуарда)[11]
- 2005 Высшая театральная премия Санкт-Петербурга «Золотой софит» (Номинации «Лучшая мужская роль» — Лауреат Сергей Русскин (Порфирий Владимирович Головлёв, «Господа Г…» М.Салтыкова-Щедрина)[12], «Лучшая роль второго плана» — Аркадий Коваль (Степан Владимирович Головлёв, «Господа Г…» М.Салтыкова-Щедрина)[13], «Лучшая работа художника» — Николай Слободяник (за сценографию спектакля «Малые супружеские преступления»)[14]
- 2006 Высшая театральная премия Санкт-Петербурга «Золотой софит» (Номинации «Лучшая мужская роль» — Лауреат Сергей Барковский (Павел Петрович Оброшенов, «Шутники» А. Н. Островского)[15], «Лучшая мужская роль» — Владимир Матвеев (Кузовкин, «Нахлебник» И. С. Тургенев)[16], «Лучшая женская роль» — Ксения Каталымова (Анна Павловна Оброшенова, «Шутники» А. Н. Островского)[17]
- 2008 Высшая театральная премия Санкт-Петербурга «Золотой софит» (Номинация «Лучшая сценография» — художник-постановщик Владимир Фирер за сценографию спектакля «Рыцарь Серафимы» («Бег» М. А. Булгакова)[18]
- 2009 Высшая театральная премия Санкт-Петербурга «Золотой софит» (Номинация «Лучшая работа художника» — художник-постановщик Владимир Фирер за сценографию спектакля «Исхитрилась, или Плоды просвещения» Л. Н. Толстого[19]
- 2010 Высшая театральная премия Санкт-Петербурга «Золотой софит» (Номинации «Лучший спектакль на большой сцене» — «Дни нашей жизни» Л. Н. Андреева[20], «Лучшая женская роль» — Полина Толстун (Оль-Оль) «Дни нашей жизни» Л. Н. Андреева[21], «Лучшая роль второго плана» — Сергей Барковский (Онуфрий) «Дни нашей жизни» Л. Н. Андреева[22], «Лучшая работа художника» — художник-постановщик Владимир Фирер за сценографию спектакля «Дни нашей жизни» Л. Н. Андреева[23].
- 2011 Независимая театральная премия имени Евгения Лебедева (за спектакль «Дни нашей жизни» премии удостоен режиссёр-постановщик спектакля Ю.Цуркану, исполнители главных ролей артисты П.Толстун (Оль-Оль), С.Барковский (Онуфрий)
- 2012 Независимая театральная премия имени Евгения Лебедева (премии удостоен режиссёр-постановщик Влад Фурман за постановку спектаклей по русской классике («Господа Головлёвы», «Палата № 6»)[24] и исполнитель главной роли в спектакле «Палата № 6» артист А.Петров (Громов)
- 2012 Премия Правительства Санкт-Петербурга в области литературы, искусства и архитектуры за 2011 год (премии удостоен художественный руководитель, основатель театра Р. Д. Фурманов «За выдающийся вклад в развитие петербургской культуры»)[25]
- 2012 Премия Правительства Санкт-Петербурга в области литературы, искусства и архитектуры за 2011 год (премии удостоен режиссёр-постановщик спектакля «Палата № 6» Влад Фурман «За достижения в области театрального искусства»)[25]

## Культурные проекты
Культурной инициативой Р. Д. Фурманова и руководимого им театра явилось учреждение в 2011 году и проведение в 2011 и 2012 годах в Санкт-Петербурге Российской Национальной актёрской премии имени Андрея Миронова «Фигаро». Премия основана в Санкт-Петербурге 1 июня 2010 года. Учредителем Премии является учреждение культуры «Санкт-Петербургский театр „Русская антреприза“ имени Андрея Миронова» при содействии Правительства Санкт-Петербурга.
Лауреатами премии в 2011 и 2012 годах стали: Валентин Гафт, Светлана Крючкова, Юрий Яковлев, Николай Караченцов, Мария Миронова и Евгений Миронов, Сергей Дьячков, Сергей Барковский и Нелли Попова.
Специальные призы за вклад в российскую культуру были вручены писателю Даниилу Гранину, доктору искусствоведения, профессору, заслуженному деятелю науки Российской Федерации, лауреату премии К. С. Станиславского Алексею Вадимовичу Бартошевичу и писателю, журналисту, критику Татьяне Москвиной.
Лауреатами Второй Российской национальной актёрской премии имени Андрея Миронова «Фигаро» 8 марта 2012 года стали: артисты Олег Басилашвили, Сергей Безруков, Ксения Каталымова, Нонна Гришаева, Василий Лановой, Людмила Чурсина, Игорь Кваша, Владимир Гусев (Ярославль), Ирина Пегова, Владимир Симонов, Левон Оганезов, Е.Баранов, Аркадий Коваль, драматург Эдвард Радзинский, режиссёр Вадим Фиссон, журналист Марина Райкина.

## Музей театра
Музей расположен на втором этаже театра, его экспозиция занимает верхнее фойе. В помещении музея установлен рояль. Экспозиция музея оформлена с использованием элементов сценографии спектаклей «Крейцерова соната» и «Палата № 6». Народный артист СССР В. С. Лановой на Второй торжественной церемонии вручения Российской национальной актёрской премии имени Андрея Миронова «Фигаро» 8 марта 2012 года, назвал музей театра «актёрским бахрушинским музеем».

Твой театр это монография

Здесь вместо стен — живые лица

Здесь как иконы фотографии

Захочешь — можешь помолиться <…>
— написал в 2010 году о театре имени Андрея Миронова Валентин Гафт
Всего в экспозиции представлено более 1500 оригиналов иконографических материалов, фотографий русских артистов XX века. История, предшествовавшая рождению театра, представлена редкими афишами совместных выступлений Р. Фурманова и А. Миронова, И. Смоктуновского, А. Папанова, А. Райкина, В. Медведева, М. Захарова, Ю. Никулина, Е. Лебедева, их тарификационными документами, письмами. В экспозиции выставлен также оригинал свидетельства о присвоении Андрею Миронову звания «Заслуженный артист РСФСР».
Значимое место занимают картины н.а. СССР Николая Константиновича Симонова (триптих «Сказание о полку Игореве» и «Вологодские колокола»), оригиналы карандашного портрета Н. К. Симонова работы графика и живописца Георгия Семёновича Верейского, эскиз портрета А. И. Райкина художника Романа Левицкого, работы народного артиста СССР Евгения Алексеевича Лебедева (в том числе портреты Г. А. Товстоногова, выполненные Лебедевым методом выжигания на дереве и мраморный барельеф режиссёра), переданные в дар театру его вдовой Н. А. Товстоноговой, картина художника Анатолия Левитина, изображающая О. В. Басилашвили в окружении его ролей (репродукция этой картины послужила обложкой книги артиста «Неужели это я?! Господи…»), портреты Рудольфа Фурманова в жизни и Алисы Фрейндлих в роли Катерины Ивановны в спектакле Ленинградского театра имени Ленсовета «Преступление и наказание», написанные художником Юрием Соловьём, более 20 макетов сценографии спектаклей театра, в том числе художников В. И. Фирера, О. И. Молчанова, эскизы костюмов и сценографии к спектаклям (в частности, «Гупёшка» Эмиля Капелюша, «Вишнёвый сад», «Шутники», «Бег» Владимира Фирера, «Сыч и кошечка», «Мертвые души», «Палата № 6» Олега Молчанова).

На первом этаже театра расположена «комната Андрея Миронова», специально для зрителей в ней установлено пианино, диван, аквариум с рыбками. Экспозиция «комнаты Миронова», артиста, чьё имя носит театр, подробно прослеживает его творческий путь, как театрального актёра.

## Технические параметры
В зрительном зале театра 210 мест.

## Адрес
- Адрес: Россия, Санкт-Петербург, Большой проспект Петроградской стороны, 75/35
- Метро: Петроградская, Горьковская, Чкаловская
- e-mail: mail@mironov-theatre.ru
- Телефон: 8(812)346-16-79
- Время работы кассы: пн-вс 12:00-20:00 без выходных